# 洪有助
洪有助（1550年—1616年），字懋遜，號遜齋，福建泉州府南安縣人，明朝政治人物，同進士出身。

## 生平
萬曆四年（1576年）中式丙子科福建鄉試第五十二名舉人。萬曆二十年（1592年）登進士第三甲第一百四十名。户部觀政，万历二十一年（1593年）任江西南安府推官，署任大庾、南康二县知县，訂立徵收串票法。二十九年入京擔任工部主事，本年杭州抽分，三十四年升员外郎，升郎中。出守廣州府，三十七年丁艱歸。服除，四十一年補任杭州府知府。四十三年升廣東屯鹽道副使，未到任即卒。

## 家庭
曾祖洪孟暄，壽官；祖父洪溥，壽官；父洪以詵，生员。
侄洪承疇，為明末清初名臣。